# 爪哇裸胸鱔
爪哇裸胸鱔（学名：Gymnothorax javanicus），又名爪哇裸胸鯙，俗名薯鰻、錢鰻、油𩺬，為輻鰭魚綱鰻鱺目鯙亞目鯙科的其中一個種。

## 分布
本魚分布在印度太平洋區，包括紅海、南非、東非、馬達加斯加、模里西斯、塞席爾群島、馬爾地夫、斯里蘭卡、泰國、越南、馬來西亞、聖誕島、可可群島、台灣、香港、日本、馬克薩斯群島、菲律賓、汶萊、新加坡、印尼、帛琉、巴布亞紐幾內亞、密克羅尼西亞、馬里亞納群島、紐埃、夏威夷、庫克群島、薩摩亞群島、新喀里多尼亞、法屬波里尼西亞等海域。

## 深度
水深0至30公尺。

## 特徵
本魚體呈蛇狀，體側有3至4列深棕色圓斑；軀幹部之斑中心，其色較淡。隨成長其斑逐漸消失。鰓孔四周為黑色。表皮厚且光滑無鱗片，能分泌粘液，無胸鰭，背鰭、臀鰭與尾鰭相連，尾部側扁。體內常有累積熱帶性魚毒，體型相當大，體長可達300公分以上。具有銳利牙齒，需小心被其咬傷。

## 生態
本魚棲息在潮間帶之珊瑚礁洞穴中，以小魚、蝦、蟹、其他較小的鯙、章魚及其他無脊椎動物為食物。平時游動速度緩慢，遇危險時則會以相當快的速度逃避，具領域性，嗅覺敏銳但視覺差。

## 經濟利用
可食用，但體內有累積雪卡毒素，還是盡量不要食用，另外可當觀賞魚。